# Kafr ad-Dawwar
Kafr ad-Dawwar (arabiska: كفر الدوار, Kafr ad-Dawwār) är en stad i norra Egypten, cirka 20 kilometer sydost om Alexandria. Det är en av de största städerna i guvernementet Beheira och har cirka 150 000 invånare.